# Datudingzi Shan
Datudingzi Shan (kinesiska: 大秃顶子山) är ett berg i Kina. Det ligger i provinsen Heilongjiang, i den nordöstra delen av landet, omkring 180 kilometer sydost om provinshuvudstaden Harbin. Toppen på Datudingzi Shan är 1 394 meter över havet.
Runt Datudingzi Shan är det ganska glesbefolkat, med 42 invånare per kvadratkilometer. Det finns inga samhällen i närheten. I omgivningarna runt Datudingzi Shan växer i huvudsak blandskog.
Genomsnittlig årsnederbörd är 939 millimeter. Den regnigaste månaden är juli, med i genomsnitt 207 mm nederbörd, och den torraste är januari, med 7 mm nederbörd.